# Bukit Jamocamli
Bukit Jamocamli är en kulle i Indonesien.   Den ligger i provinsen Aceh, i den västra delen av landet, 1 600 km nordväst om huvudstaden Jakarta. Toppen på Bukit Jamocamli är 41 meter över havet.
Terrängen runt Bukit Jamocamli är platt åt nordost, men åt sydväst är den kuperad. Runt Bukit Jamocamli är det ganska glesbefolkat, med 45 invånare per kvadratkilometer. I omgivningarna runt Bukit Jamocamli växer i huvudsak städsegrön lövskog.